# 马蕴雯
馬蘊雯（MA Yunwen，1986年10月19日—），上海人，中國女子排球運動員。

## 簡歷
馬蘊雯的父母都是運動員，自她幼兒園開始已被送進少體校進行啟蒙訓練；至12歲，她已是一名球技不俗的籃球運動員。然而，父母卻因為她身型太瘦弱，而要她改打排球。在改打排球不久後，她便直接進入上海青年排球隊，更於14歲那年入選上海女排一隊，成了當時隊中年紀最小的一名隊員。此後，她曾經兩次進入國家二隊的大名單
2004年，馬蘊雯首次參與中國女子排球聯賽，代表球隊為東方女排。球隊的主教練張立明大膽以馬蘊雯擔任主力副攻；年少的她亦不負所託，助東方女排開局五連勝。她快攻扣球出手快，亦具有很強的攔網能力，表現很快獲得注視；聯賽還未完成，她已接到入選國家隊的通知。
2005年，19歲的馬蘊雯初次入選國家隊。在瑞士女排精英賽上，她的扣球成功率超過50%，名列所有參賽隊員之首；隨後的世界女排大獎賽寧波站，她更取代張萍和劉亞男出任球隊的主力副攻，表現並獲得盛讚。2006年，她力壓薛明獲得出戰瑞士女排精英賽的機會，但卻落選女排俄羅斯總統杯賽、女排大獎賽總決賽和女排世錦賽的陣容。2007年，她再一次入選，並代表國家隊奪得亞洲女排錦標賽亞軍和世界女排大獎賽亞軍。
2008年，趙蕊蕊在國家隊傷愈復出，馬蘊雯常淪為替補；但在北京奧運會，卻意外被主教練陳忠和安排作主力，而她的表現亦不負厚望，並助女排一起奪得奧運銅牌。

## 主要成績

### 俱樂部
- 2019-20賽季中國女子排球聯賽亞軍
- 2007-08賽季中國女子排球聯賽第三
- 2008-09賽季中國女子排球聯賽亞軍

### 國家隊
- 2005年：亞洲女排錦標賽冠軍
- 2006年：瑞士女排精英賽亞軍
- 2007年：亞洲女排錦標賽亞軍
- 2007年：世界女排大獎賽亞軍
- 2008年：瑞士女排精英賽亞軍
- 2008年：世界女排大獎賽總決賽第五
- 2008年：北京奧運會銅牌
- 2008年：首屆女排亞洲杯冠軍
- 2009年：中國國際女排精英賽漯河站冠軍、昆山站冠軍
- 2009年：瑞士女排精英賽第三名
- 2009年：意大利女排四國邀請賽第三名
- 2009年：世界女排大獎賽北侖站冠軍、澳門站亞軍、香港站亞軍、總決賽第五
- 2009年：女排亞錦賽亞軍
- 2009年：香港東亞運動會金牌
- 2010年：廣州亞運會金牌